# Moniliformis semoni
Moniliformis semoni är en hakmaskart som först beskrevs av Otto Friedrich Bernhard von Linstow 1898.  Moniliformis semoni ingår i släktet Moniliformis och familjen Moniliformidae. Inga underarter finns listade i Catalogue of Life.